# 콜포다강
콜포다강(Colpodea)은 섬모충류 강의 하나이다. 민물과 토양 서식지에서 흔히 발견되는 200여 종으로 이루어져 있다.

## 하위 분류
- 콜포다목 (Colpodida)
- Bursariomorphida
- Cyrtolophosida
- Bryophryida
- Sorogenida
- Bryometopida